# Legal entity identifier

Conduite par le Financial Stability Board, la création du Legal Entity Identifier (LEI) fait suite, notamment, aux difficultés rencontrées lors de l’identification des entités juridiques de Lehman Brothers engagées dans les transactions financières et affectées par la faillite de l'établissement.
Le G20 a validé au sommet de Los Cabos en juin 2012 un dispositif d'identifiant unique des intervenants sur les marchés financiers, afin de faciliter la gestion et le contrôle des risques, tant par le secteur privé que par les autorités publiques. Le LEI vise à répondre au besoin d'identifier de façon univoque les entités juridiques (autres que des personnes physiques) impliquées dans les transactions financières.
En 2014, la Global Legal Entity Identifier Foundation (GLEIF) a été créée pour soutenir la mise en œuvre et l'utilisation de l'Identifiant d'entité juridique (LEI). La fondation est soutenue et supervisée par le Comité de surveillance réglementaire des LEI qui représente les autorités publiques du monde entier, rassemblées pour promouvoir ensemble la transparence sur les marchés financiers mondiaux. Le siège de la GLEIF est situé à Bâle en Suisse.
Depuis février 2014, le règlement européen EMIR en impose l'usage pour certains produits dérivés.
À partir du 3 janvier 2018, le champ d’application du LEI s’élargit sur les produits financiers et en particulier tous les produits dérivés et cela conformément au règlement européen MiFID II/MiFIR (Art. 26 du Règlement no 600/2014). À partir du 3 janvier 2018, les LEIs sont obligatoires pour toutes les sociétés qui souhaitent continuer à réaliser des transactions sur les titres. Le LEI devient obligatoire pour toutes les transactions sur des instruments financiers cotés en Bourse : comme les actions, les obligations, les emprunts d’État, les bons d’État, les futures, les options, le marché des changes (liste non exhaustive). Les transactions en fonds d’investissement non cotés, assurances-placement, comptes à terme, dépôts et bons de caisse, les OPC (Organismes de Placement Collectifs) ainsi que les parts sociales restent toutefois possibles sans LEI. Ce sera alors le LEI de l'intermédiaire financier qui sera appliqué. Pour les personnes physiques qui font des opérations boursières (actions, obligations, futures, options, marché des changes — liste non exhaustive —), ce sera aussi le LEI de l'intermédiaire financier qui sera appliqué. À partir du moment où ces personnes physiques créent une entité juridique pour faire des opérations boursières même si ce n'est pas l'activité principale, le LEI devient obligatoire depuis le 3 janvier 2018.
Cet identifiant est valable pour une durée d'un an et doit être renouvelé dans les six semaines précédant sa date d'expiration. Il est de plus payant. À titre d'exemple, en France, l'INSEE le facture 120 € la première année, et 50 € à son renouvellement, net de taxes. En Belgique et au Luxembourg le GS1 le facture 79 € la première année, et 49 € à son renouvellement. En Suisse et au Liechtenstein l'Office fédéral de la statistique le facture 80 francs suisses la première année, et chf 65 à son renouvellement.
Certains LOU accrédités par la GLEIF proposent des LEI pluriannuels, pour une durée maximale de 5 ans. En septembre 2017, plus de 540 000 LEI auraient été attribués sur plus de 197 pays.
Depuis 2019, la GLEIF a permis à des sociétés privées, grâce à une accréditation, d'enregistrer les codes LEI. Cette accréditation a été approuvée par les membres du C/A Browser Forum pour amplifier la diffusion des codes LEI. Cette mise en concurrence favorise la baisse des prix de ce code.

## Situation
C’est au plus haut niveau mondial qu’a émergé le projet de création d’un standard (le LEI), identifiant unique et universel, bien public devant être disponible pour tout utilisateur, sans restriction de confidentialité et au moindre coût. Ce Legal Entity Identifier doit servir de base pour établir des règles de surveillance des risques de contreparties plus efficaces, grâce à une meilleure gestion du reporting qui permettra de mieux analyser et mesurer les risques systémiques.
Ce projet est actuellement en cours et fournit déjà un cadre réglementaire via la norme de codification ISO 17442 qui permet d’établir sur 20 caractères alphanumériques un code auquel sont rattachées des données additionnelles publiques (nom, adresse, statut de l’identifiant, etc.) et des données privées (forme juridiques, entités « parents », etc.).
Malgré cette situation encourageante, le projet a été confronté à de nombreuses complications :
- des difficultés techniques et juridiques dues à un contexte sectoriel réglementaire et technique morcelé et très complexe rendant délicate la volonté de convergence vers une solution universelle ;
- des interférences politiques ou des intérêts divergents cohabitent avec cette volonté de convergence ;
- une carte des pouvoirs complexe rassemblant de nombreux acteurs, locaux et internationaux.

La mise en place d’un système global LEI, le GLEIS (Global Legal Entity Identifier System) émerge mais a rencontré des difficultés à aborder les sujets importants (standardisation, gouvernance opérationnelle, etc.).

## Structure du code LEI
D'après la norme ISO 17442, le code LEI est structuré ainsi :
| Position des caractères | Type           | Signification                                                         |
| ----------------------- | -------------- | --------------------------------------------------------------------- |
| 1 à 4                   | alphanumérique | préfixe de LOU                                                        |
| 5 à 18                  | alphanumérique | identifiant de l'entité, attribué par le LOU                          |
| 19 à 20                 | numérique      | clé de contrôle numérique, calculée selon la norme ISO 7064 Mod 97,10 |

## Algorithmes

### Valider un LEI
Un LEI se valide en le convertissant en un nombre entier et en calculant le reste de sa division par 97 (tel que décrit dans la norme ISO 7064 Mod 97,10). Si le LEI est valide, le reste sera égal à 1.
Voici l'algorithme :
1. Vérifier que le LEI fait bien 20 caractères de long et se termine par deux caractères numériques, compris entre '02' et '98'. Si ce n'est pas le cas, le LEI est invalide ;
2. Remplacer chaque lettre de la chaîne de caractères du LEI par son équivalent à deux chiffres (A = 10, B = 11,..., Z = 35) ; on allonge ainsi la chaîne ;
3. Interpréter la chaîne comme un long nombre entier et calculer le reste de la division par 97 de ce nombre.

Si le reste est 1, alors le LEI est valide, sinon il est invalide, il a sans doute été mal retranscrit.

### Calculer la clé de contrôle
1. À partir du code à 18 caractères (les 18 premiers du LEI final), remplacer chaque lettre de la chaîne de caractères du code par son équivalent à deux chiffres (A = 10, B = 11,..., Z = 35) ; on allonge ainsi la chaîne.
2. Interpréter la chaîne comme un long nombre entier, le multiplier par 100.
3. Calculer le reste de la division par 97 du nombre obtenu.
4. Soustraire le nombre obtenu du nombre 98.
5. Préfixer par le chiffre zéro si le nombre obtenu n'a qu'un chiffre.

Le résultat est la clé de contrôle, il suffit de l'ajouter à droite du code initial à 18 caractères pour obtenir le LEI à 20 caractères.

## Organisation
Le déploiement d’une organisation apte à gérer administrativement le LEI a également été entrepris. Cette organisation est entrée en vigueur dès le 2e trimestre 2013 et s'articule autour de trois organes :
- le ROC ou Regulatory Oversight Committee organe de supervision administrative mondiale ;
- le COU ou Central Operating Unit responsable de l’intégrité des données ;
- le LOU ou Local Operating Unit qui attribue les LEI. Il est, par juridiction, l’interface avec les établissements et donc le relai « régional » de l’organisation globale.

En France, l'Insee, à la demande du ministère de l'Économie et des Finances, a été désigné comme pré-opérateur local (ou « pré-LOU ».) chargé d'attribuer les pré-LEI aux entités de droit français. Le LEI sera attribué en partant d’une correspondance avec le code SIREN suivant une tarification fixée par l'arrêté du ministre de l'Économie et des Finances du 28 juin 2013.
L'Insee est l'unique émetteur de LEI situé sur le territoire français et accrédité par la Gleif pour attribuer des LEI aux entités de droit français[réf. nécessaire], mais il est possible de passer par des acteurs non basés en France.
En Allemagne, WMDatenservices a été désigné comme LOU.

## Procédure d'attribution des LEI
Durant la période actuelle de mise en place du système global GLEIS (Global Legal Entity Identifier System), les pré-opérateurs locaux attribuent un identifiant intérimaire (pré-LEI).
Deux procédures existent pour l’attribution des LEI ou des pré-LEI (CICI) :
- à l’initiative de l’entité concernée (Self Registration) ;
- à la demande d’un tiers (Third Party Registration). La contrepartie se voyant attribuer un identifiant doit certifier les données. Un LEI a donc un statut (certifié ou non).

Dans la phase intérimaire du CICI, à ce jour, environ 700 établissements français se sont vus attribuer un CICI sur demande de tiers dont seuls 100 seraient certifiés. S’ils ne sont pas certifiés, ils seront remplacés par les LEI à venir. Sinon un point de migration restera à traiter.

## Enjeux
Aux yeux du régulateur, ce projet constitue un enjeu économique majeur pour le secteur, notamment en matière de :
- amélioration décisive de la gestion interne des risques opérationnels des entités concernées ;
- capacité à donner à tout moment au superviseur une meilleure connaissance de l’état des risques macro et micro des entités concernées ;
- simplification des processus de résolution ordonnée des institutions financières ;
- détection plus facile des abus de marché et des fraudes ;
- amélioration de la qualité des données financières disponibles pour les autorités et le public.

Toutes les entités légales concernées doivent se préparer à cette opportunité opérationnelle sans précédent (analyse des impacts, préparation des SI…) afin de s’approprier le LEI et d’en faire un outil puissant pour améliorer les processus, en particulier pour :
- réduire les risques opérationnels, notamment dans les procédures de réconciliation d’opérations et d’agrégation de risques ;
- maîtriser les coûts de traitement ;
- faciliter le STP ;
- etc.

Au-delà du projet même, celui-ci constitue une avancée importante et une opportunité historique d’opérer un bouleversement majeur du secteur avec notamment :
- une reconnaissance mutuelle des principaux régulateurs mondiaux qui constitue l’émergence, et un premier essai, d’une gouvernance mondiale ;
- une normalisation universelle émergente ;
- une gouvernance, une organisation, un projet universel qui, lorsqu'il sera opérationnel, feront date et serviront de modèles pour beaucoup d’autres initiatives internationales.

## Calendrier
- Juin 2012 : Au sommet de Los Cabos, le G20 a validé  le dispositif d'identifiant unique des intervenants sur les marchés financiers (Global Legal Entity Identifier System, GLEIS). Cette décision a permis d’entamer une phase de Pré-LEI. Aux États-Unis, conséquence du Dodd-Frank Act, plusieurs associations, institutions financières et la CFTC (Autorité US) ont confié à DTCC et SWIFT l’attribution d’identifiants uniques utilisés pour les États-Unis comme solution intérimaire à la mise en place du LEI. Ce pré-LEI est désigné CFTC Interim Compliant Identifier (CICI) et est déjà actif. Il a pris un caractère obligatoire depuis mars 2013 pour les dérivés traités aux États-Unis. Les autres pays mettent progressivement en œuvre leur propre organisation.
- 6 février 2013 : La France met en place une organisation de Place relative au chantier LEI articulée autour d'un Groupe Technique qui supervise six ateliers dont un traite de la migration du CICI vers le LEI.
- 18 mars 2013 : l’Insee est déclarée « pré LOU », son préfixe sera 9695.
- Mars 2013 : obligation d’usage du CICI pour les dérivés traités aux États-Unis.
- 2e trimestre 2013 : mise en place de l’organisation administrative.
- Automne 2013 : Le règlement européen EMIR imposera l'usage du LEI pour certains produits dérivés dès l'automne 2013.
- Septembre 2013 : service (Insee) de demande en ligne de LEI.
- Décembre 2013 : service (Insee) de demande en ligne de LEI en anglais.
- 2e semestre 2014 : obligation d’usage du code LEI sur toutes les transactions financières pour tous les établissements financiers, les grands groupes et les sociétés cotées en bourse.
- 1er trimestre 2018 : obligation d’usage du code LEI sur toutes les transactions financières pour toutes les sociétés (quelle que soit la taille, y compris 0 salarié).
- À partir du 3 janvier 2018, les LEIs sont obligatoires pour toutes les sociétés qui souhaitent continuer à réaliser des transactions sur les titres[6].
- 2 avril 2018 : l'intermédiaire financier aura l’obligation de prévenir le régulateur du pays où est immatriculée la société de l'absence du LEI. Et l'intermédiaire financier ne pourra plus effectuer de transactions sur les instruments financiers concernés pour le client en question. Tout manquement de l'intermédiaire financier pourra entraîner une amende voire son retrait d'agrément dans le pays concerné. En France, c'est l'ACPR qui est chargé des agréments, en Belgique la FSMA, en Suisse la FINMA.